# Gファクトリー
株式会社Gファクトリー（英文表記：G-Factory ）は、東京都港区芝に本社を置く、製造分野をメインとする人材派遣会社。

## 沿革
人材派遣業のフルキャストが1999年1月に設けたファクトリー事業部が前身で、2000年10月には「フルキャストファクトリー」の社名で分社化された。フルキャストグループにおけるファクトリー事業の構成比は分社当初の2000年9月期においては9%であったが、フルキャストはその後もこの分野の強化を図り、2002年4月には自動車業界向け請負に特化したフルキャストセントラル（後のアウトソーシングセントラル旧法人）を設立した。派遣労働者の確保においては大手企業のOBを管理責任者向けに採用する一方で、契約期間を平均45日と大手の4分の1に設定して長期の拘束を嫌う若年層を集め、人材確保にかかるコストの抑制を図った。
2007年、フルキャスト本体が東京労働局から業務改善命令を受け、3月中間決算では前年同期比で27%の減益となったが、ファクトリー事業の強化は続き、決算発表と合わせて大阪に本社を置くヘラクレス上場の同業、フリーワークと10月1日を予定日として合併することで合意した、と発表した。この合併は、同事業で従来手薄であった関西圏への業務拡大を目的としたものであった。しかし条件面で折り合わず、後に合意は撤回された。
2008年10-12月期はフルキャストは売上高20%減の赤字を記録し、ファクトリー事業でも減収となった。合理化を迫られたフルキャストは2009年、フルキャストファクトリーの売却を発表、総合請負サービスに売却されて、現社名となった。
- 2000年（平成12年）9月 - 株式会社フルキャストファクトリー（製造ライン向け業務請負）として設立
- 2009年（平成21年）6月17日 - 2009年6月に株式会社総合請負サービスに全保有株式を譲渡し、資本関係を解消。社名を株式会社Gファクトリーに改称

2020年（令和2年）9月16日-2020年9月にプロス株式会社（神奈川県大和市）に株式を譲渡　プロスグループへ、社名は変わらず事業を継続
- 長年代表を務めていた石津剛退任に伴い､プロス株式会社取締役三嶽義勝が社長に就任。

2023年（令和5年）コーポレートサイトを　https://gfactory-pros.co.jp/　に移行
2023年（令和5年）本社移転（港区芝4丁目より港区芝2丁目へ）
2025年（令和7年）採用サイトリニューアル

## 営業所
- 大宮営業所 埼玉県さいたま市 埼玉県さいたま市見沼区東大宮5-33-12 柏洋ビル6F
- 厚木営業所 神奈川県厚木市 神奈川県厚木市中町4-14-1　サクセス本厚木ビル4F
- 滋賀営業所 滋賀県草津市 滋賀県草津市大路1-12-1 TSUKADA BLDG 星空館4F
- 明石営業所 兵庫県明石市 福岡県福岡市中央区舞鶴2-2-7 第二赤坂門ビルヂング4F
- 大阪営業所 大阪府大阪市 大阪府大阪市淀川区西中島4丁目3番8号 新大阪阪神ビル4階
- 松山営業所 愛媛県松山市 愛媛県松山市勝山町2丁目6-3 FJ松山ビル3FA
- 福岡営業所 福岡県福岡市 福岡県福岡市中央区舞鶴2-2-7 第二赤坂門ビルヂング4F